# Xanadu (Film)
Xanadu ist ein US-amerikanischer Musical-Film des Regisseurs Robert Greenwald. Er erschien 1980; seine Hauptdarsteller sind Olivia Newton-John, Michael Beck und Gene Kelly. Der Film startete am 9. Oktober 1980 in den deutschen Kinos.

## Handlung
Der Film erzählt die Geschichte einer sommerlichen Liebesromanze zwischen dem jungen Künstler Sonny Malone (Beck) und Kira (Newton-John), einer vorübergehend ins irdische Dasein gerufenen Muse.
Sonny malt vergrößerte Plattencover, die Geschäften als Reklame dienen. Auf einem der Cover entdeckt er eine schöne Frau (Newton-John), die ihm kurz zuvor im Park begegnet ist. Auf der Suche nach ihr begegnet er dem alternden Orchester-Musiker Danny McGuire (Kelly). Während Danny seine Muse in der Big-Band-Ära aus den Augen verloren hat, hat Sonny seine noch nicht gefunden.
Auf Rollschuhen setzt Sonny seine Suche nach der Frau von dem Plattencover fort. Er begegnet ihr mehrmals, die beiden verlieben sich ineinander, aber die Frau gibt außer ihrem Vornamen Kira nichts von sich preis. Sie hilft Sonny dabei, für den mittlerweile mit ihm befreundeten Danny ein Gebäude zu finden, das sich zu einem Tanzlokal umbauen lässt. Eine alte Sporthalle im Art-déco-Stil erweist sich bei näherer Inspektion als Traumobjekt für dieses Vorhaben und Danny gewinnt Sonny als Geschäftspartner. Das Tanzlokal bekommt auf Kiras Anregung den Namen Xanadu (dem Namen der Sommerresidenz des Kublai Khan aus einem Gedicht von Coleridge).
Kurz vor der Eröffnung des Lokals gesteht Kira Sonny, dass sie die Muse Terpsichore ist und wieder zurück nach Helikon muss, dem legendären Ort, an dem sie zu Hause ist. Sie überwindet ihren Trennungsschmerz und macht ihre Ankündigung wahr. Sonny will sich mit dem plötzlichen Verlust seiner Traumfrau nicht abfinden und sucht beim Rollschuhlaufen nach Möglichkeiten, sie wiederzusehen. Indem er frontal auf eine Wand zurast, auf der die Musen dargestellt sind, gelangt er nach Helikon. Zeus will seine Tochter nicht gehen lassen; Mnemosyne versucht ihn zu überreden, der jungen Frau wenigstens einen Gastaufenthalt auf der Erde zu gestatten.
Wie es scheint, setzt sich Mnemosyne durch: Bei dem spektakulären Eröffnungsabend des Tanzlokals ist Kira der Star inmitten einer glamourösen Rollschuh-Show. Auf dem Höhepunkt steht sie auf einem Podest, von dem aus sie schließlich in den Himmel aufsteigt. Sonny, der die Show bis dahin entzückt beobachtet hat, zeigt sich nun deprimiert. Hat er vielleicht alles nur geträumt? Danny versucht, ihn aufzumuntern, und bestellt ihm einen Drink. In der Kellnerin (Newton-John) erkennt er Kira wieder.

## Hintergrund
Xanadu basiert in großen Teilen auf der Handlung der Musical-Komödie Eine Göttin auf Erden (1947) mit Rita Hayworth.
Der Film floppte an den Kinokassen, erhielt gemischte bis negative Kritiken und war die Inspiration für die Kreation der Goldenen Himbeer-Preise, um die schlechtesten Filme des Jahres auszuzeichnen. Sehr erfolgreich war hingegen der Soundtrack mit Musik von Olivia Newton-John und dem Electric Light Orchestra. Er verkaufte weltweit 7-fach Platin und gehört damit zu den erfolgreichsten Filmmusiken überhaupt.

## Auszeichnungen
Xanadu erhielt 1981 den Razzie Award (Goldene Himbeere) für Robert Greenwald als schlechtesten Regisseur; nominiert war er darüber hinaus in den Kategorien „Schlechtester Schauspieler“ (Michael Beck), „Schlechteste Schauspielerin“ (Olivia Newton-John), „Schlechtester Song“, „Schlechtester Film“ und „Schlechtestes Drehbuch“. Im Jahre 2005 war er außerdem für den Sonderpreis „Schlechtestes Musical unserer ersten 25 Jahre“ nominiert.

## Kritiken
„Eine Mischung aus altem Hollywood-Musical mit neuem Sound und moderner Choreografie, Phonstärken und Lichteffekten nach Disco-Art. Gut inszeniert, aber von penetranten Kitscheinbrüchen belastet.“

„Was Robert Greenwald bei seinem Leinwanddebüt als Inszenierung bietet, kommt über organisatorische Maßnahmen nicht hinaus. Dieser Stoff, der den Zauber fröhlicher Entrückung braucht, ist grob gewebt. Jute statt schillernder Seide. Von Atmosphäre keine Spur. Der athletische Tänzer von fortgeschrittenem Alter, also Gene Kelly, wirkt geradezu chic inmitten dieser staksigen Umgebung. Auf jeder lokalen Rollschuhbahn sieht man talentiertere Läufer als die jugendliche Truppe, die hier Beschwingtheit mimt.“

„Aber, aber! Welcher andere Film kann schon mit Olivia Newton-John als rollschuhfahrender Glühbirne aufwarten?“

„‚[…] dem schwachen Film helfen die Bemühungen von Gene Kelly und die Songs des Electric Light Orchestra […] nur wenig.‘ (Wertung: 1½ Sterne = mäßig)“

„[…] Wenn sich Olivia Newton-John und Michael Beck in einer Liebesszene abrupt in Zeichentrickfiguren verwandeln, deren Süßlichkeit selbst Disney peinlich berührt hätte, ist der Höhepunkt des kitschigen Schwachsinns erreicht. Und ein Tiefpunkt in der Geschichte des Musicals.“

Am 10. Juli 2015 wurde der Film im Rahmen der Tele-5-Reihe Die schlechtesten Filme aller Zeiten gezeigt.

## Synchronisation
Die deutsche Synchronfassung entstand 1980 bei der Berliner Synchron GmbH unter der Synchronregie von Arne Elsholtz, der auch das Dialogbuch verfasste.
| Darsteller         | Rolle                         | Synchronsprecher   |
| ------------------ | ----------------------------- | ------------------ |
| Olivia Newton-John | Kira                          | Susanna Bonasewicz |
| Gene Kelly         | Danny McGuire                 | Niels Clausnitzer  |
| Michael Beck       | Sonny Malone                  | Knut Reschke       |
| James Sloyan       | Simpson                       | Arne Elsholtz      |
| Dimitra Arliss     | Helen                         | Liane Rudolph      |
| Lise Lang          | Popcorn Girl                  | Rebecca Völz       |
| Katie Hanley       | Sandra                        | Alexandra Lange    |
| Fred McCarren      | Richie                        | Michael Nowka      |
| David Tress        | Nick                          | Lutz Riedel        |
| Melvin Jones       | Big Al                        | Ronald Nitschke    |
| Mickey McMeel      | Buchhalter                    | Peter Neusser      |
| Coral Browne       | Stimme des weiblichen Himmels | Inge Landgut       |
| Church Ortiz       | Arbeiter                      | Manfred Lehmann    |
| Fred McCarren      | Richie                        | Michael Nowka      |